# Платяной шкаф (Хроники Нарнии)
Платяной шкаф (англ. wardrobe) — шкаф в серии К. С. Льюиса «Хроники Нарнии», через который можно было попасть в Нарнию. Упоминается в «Лев, колдунья и платяной шкаф» и в «Племяннике Чародея».

## История создания
Уже в названии «Лев, колдунья и платяной шкаф» — платяной шкаф выделяется своей обыденностью на фоне принадлежащих к миру «высокой фантазии» Льва и Колдуньи. Во многом использование такого обыденного портала между мирами связано с детскими впечатлениями автора.
В 1905 году семья будущего писателя переехала в поместье Little Lea. В доме, где они жили был старинный дубовый шкаф, в котором любили прятаться и рассказывать друг другу сказки братья Джек (детское прозвище Клайва Льюиса) и Уоррен. Источником вдохновения для портала в сказочный мир Нарнии стал именно этот шкаф, сработанный ещё дедом писателя.
Влияние на появление в цикле о Нарнии платяного шкафа могли также оказать произведения известного детского писателя Эдит Несбит, книги которой Льюис, судя по его дневниковым записям, считал очень увлекательным чтением даже уже будучи взрослым. В её сборнике «Волшебный мир», в рассказе «Тётушка и Амабель», девочка Амабель попадает в сказочный мир через шкаф. Сам Льюис характеризовал свою книгу «Лев, колдунья и платяной шкаф» как детскую книгу в традициях Несбит. Влияние Несбит на Льюиса и многочисленные параллели между их книгами, одной из которых является использование шкафа в качестве портала между мирами, отмечали многие исследователи творчества автора.
В сказочной вселенной, в книге «Племянник чародея», Дигори попадает в Нарнию. Однако вместе с собой он приносит зло — Джадис. Чтобы искупить вину, он вынужден принести яблоко из сада, который растёт к западу от Нарнии. Там он срывает яблоко, приносит его Аслану и сажает у Нарнии, чтобы выросшее дерево охраняло страну от Джадис. Поскольку яблоко было посажено вскоре после создания Нарнии, дерево очень быстро вырастает и даёт плоды. Яблоко от этого дерева Дигори приносит своей тяжело больной матери, и, съев его, она быстро выздоравливает. Однако остаётся сердцевина яблока, которую Дигори закапывает в саду дома вместе с Жёлтыми и Зелёными кольцами. Из сердцевины вырастает дерево. В книге описывается, что иногда оно гнулось, как будто под порывами ветра, хотя никакого ветра не было. Льюис это объясняет тем, что оно реагировало на порывы ветра в Нарнии. Однако после бури оно сломалось, и Дигори пустил его на доски, из которых и был сделан Платяной шкаф. Его перевезли в поместье Дигори.

## Портал в Нарнию
Платяной шкаф стал порталом для Питера, Сьюзен, Эдмунда и Люси. Первой свойства шкафа обнаружила Люси. Портал нерегулярный: он открывается и закрывается по неизвестным причинам.

## Платяной шкаф в фильме
Создатели фильма «Хроники Нарнии: Лев, колдунья и волшебный шкаф» перед съёмками нашли шкаф, принадлежащий Льюису. Он был большой, продолговатый, с гравировками. По его образу был сделан шкаф в фильме, однако на гравировках создатели решили отобразить историю шкафа — деревья, яблоко, кольца, Джадис и её сестру, а также львиные головы наверху.

## Похожие предметы в других произведениях
- Платяной шкаф — в «Щелкунчике» Гоффмана — через него Мари с Щелкунчиком попадают в волшебную страну
- Исчезательный шкаф — предмет в книгах о Гарри Поттере, с помощью которого можно перемещаться из одного места в другое.
- Зеркало Еиналеж — предмет в книгах о Гарри Поттере, также как и шкаф одиноко стоящий в комнате, в котором можно увидеть своё сокровенное желание.